# Ammertalbahn
| |                                                  |                                         |                                         |
| Streckennummer (DB): | 4633                                             |                                         |                                         |
| Kursbuchstrecke (DB): | 764                                              |                                         |                                         |
| Kursbuchstrecke: | 307g (1946)                                      |                                         |                                         |
| Streckenlänge: | 21,378 km                                        |                                         |                                         |
| Spurweite: | 1435 mm (Normalspur)                             |                                         |                                         |
| Stromsystem: | 15 kV 16,7 Hz ~                                  |                                         |                                         |
| Maximale Neigung: | 1:59 = 17 ‰                                      |                                         |                                         |
| Minimaler Radius: | 215 m                                            |                                         |                                         |
| Streckengeschwindigkeit: | 100 km/h                                         |                                         |                                         |
| Zugbeeinflussung: | PZB                                              |                                         |                                         |
| Zweigleisigkeit: | Ammertal–Unterjesingen Mitte Entringen–Hardtwald |                                         |                                         |
| |                                                  |                                         |                                         |
| \| \| \| von Plochingen \| \| \| \| 0,150 \| Tübingen Hbf \| Tübingen Hbf \| \| \| \| nach Sigmaringen \| \| \| \| \| nach Immendingen \| \| \| \| \| Radbrücke West \| \| \| \| 0,473 \| Infrastrukturgrenze DB InfraGO / ZÖA \| Infrastrukturgrenze DB InfraGO / ZÖA \| \| \| 0,500 \| Europastraße \| Europastraße \| \| \| 0,700 \| Neckar \| Neckar \| \| \| 0,900 \| Schlossbergtunnel (288 m) \| Schlossbergtunnel (288 m) \| \| \| \| Ammerkanal \| \| \| \| 1,200 \| B 296 \| B 296 \| \| \| 1,628 \| Tübingen West \| Tübingen West \| \| \| \| ehem. Anschlussgleis Städtischer Bauhof \| \| \| \| 2,700 \| Ammerkanal \| Ammerkanal \| \| \| 4,300 \| Ammerkanal \| Ammerkanal \| \| \| 4,375 \| Ammer \| Ammer \| \| \| 4,450 \| Ammertal (Üst) \| Ammertal (Üst) \| \| \| 4,500 \| Ammern \| Ammern \| \| \| 5,445 \| Unterjesingen Sandäcker \| Unterjesingen Sandäcker \| \| \| 5,955 \| Unterjesingen Mitte (Üst/Hp) \| Unterjesingen Mitte (Üst/Hp) \| \| \| 6,000 \| L 372 \| L 372 \| \| \| 6,600 \| Enzbach \| Enzbach \| \| \| 7,300 \| L 359 \| L 359 \| \| \| 7,499 \| Pfäffingen \| Pfäffingen \| \| \| 7,500 \| ehem. Anschlussgleis Manna \| ehem. Anschlussgleis Manna \| \| \| 8,300 \| Käsbach \| Käsbach \| \| \| 9,915 \| Entringen \| Entringen \| \| \| 11,200 \| K 6916 \| K 6916 \| \| \| 11,400 \| Breitenholz (seit 1966 aufgelassen) \| Breitenholz (seit 1966 aufgelassen) \| \| \| 12,200 \| Hardtwaldbrücke (abgerissen) \| Hardtwaldbrücke (abgerissen) \| \| \| 12,867 \| Hardtwald (Üst) \| Hardtwald (Üst) \| \| \| 14,523 \| Altingen (Württ) \| Altingen (Württ) \| \| \| 14,800 \| K 6917 \| K 6917 \| \| \| 15,800 \| A 81 \| A 81 \| \| \| 16,300 \| K 1036 \| K 1036 \| \| \| 16,900 \| ehem. Anschlussgleis Rigips \| ehem. Anschlussgleis Rigips \| \| \| 17,268 \| Gültstein \| Gültstein \| \| \| 17,500 \| K 1039 \| K 1039 \| \| \| 18,000 \| \| \| \| \| 18,800 \| \| \| \| \| 19,040 \| Herrenberg Zwerchweg (Bedarfshalt) \| Herrenberg Zwerchweg (Bedarfshalt) \| \| \| 19,300 \| L 1184 \| L 1184 \| \| \| 19,700 \| Zufahrt Gartenanlage Ammermühle \| Zufahrt Gartenanlage Ammermühle \| \| \| 20,100 \| Aischbach \| Aischbach \| \| \| 20,400 \| \| \| \| \| \| von Horb \| \| \| \| 21,258 \| Herrenberg \| Herrenberg \| \| \| \| nach Stuttgart \| \| \| \| \| \| \| \| Quellen: [1][2] \| \| \| \| |                                                  |                                         |                                         |
| Strecke |                                                  | von Plochingen                          | von Plochingen                          |
| Bahnhof | 0,150                                            | Tübingen Hbf                            | Tübingen Hbf                            |
| Abzweig geradeaus und nach links |                                                  | nach Sigmaringen                        | nach Sigmaringen                        |
| Abzweig geradeaus und nach links |                                                  | nach Immendingen                        | nach Immendingen                        |
| Strecke mit Straßenbrücke |                                                  | Radbrücke West                          | Radbrücke West                          |
| Wechsel des Eisenbahninfrastrukturunternehmens | 0,473                                            | Infrastrukturgrenze DB InfraGO / ZÖA    | Infrastrukturgrenze DB InfraGO / ZÖA    |
| Bahnübergang | 0,500                                            | Europastraße                            | Europastraße                            |
| Brücke über Wasserlauf | 0,700                                            | Neckar                                  | Neckar                                  |
| Tunnel | 0,900                                            | Schlossbergtunnel (288 m)               | Schlossbergtunnel (288 m)               |
| Tunnel bzw. Unterführung unter Wasserlauf |                                                  | Ammerkanal                              | Ammerkanal                              |
| Strecke mit Straßenbrücke | 1,200                                            | B 296                                   | B 296                                   |
| Bahnhof | 1,628                                            | Tübingen West                           | Tübingen West                           |
| Abzweig geradeaus und ehemals nach rechts |                                                  | ehem. Anschlussgleis Städtischer Bauhof | ehem. Anschlussgleis Städtischer Bauhof |
| Brücke über Wasserlauf | 2,700                                            | Ammerkanal                              | Ammerkanal                              |
| Brücke über Wasserlauf | 4,300                                            | Ammerkanal                              | Ammerkanal                              |
| Brücke über Wasserlauf | 4,375                                            | Ammer                                   | Ammer                                   |
| Überleitstelle / Spurwechsel | 4,450                                            | Ammertal (Üst)                          | Ammertal (Üst)                          |
| ehemaliger Haltepunkt / Haltestelle | 4,500                                            | Ammern                                  | Ammern                                  |
| Haltepunkt / Haltestelle | 5,445                                            | Unterjesingen Sandäcker                 | Unterjesingen Sandäcker                 |
| Haltepunkt / Haltestelle | 5,955                                            | Unterjesingen Mitte (Üst/Hp)            | Unterjesingen Mitte (Üst/Hp)            |
| Bahnübergang | 6,000                                            | L 372                                   | L 372                                   |
| Brücke über Wasserlauf | 6,600                                            | Enzbach                                 | Enzbach                                 |
| Bahnübergang | 7,300                                            | L 359                                   | L 359                                   |
| Bahnhof | 7,499                                            | Pfäffingen                              | Pfäffingen                              |
| Abzweig geradeaus und ehemals nach links | 7,500                                            | ehem. Anschlussgleis Manna              | ehem. Anschlussgleis Manna              |
| Brücke über Wasserlauf | 8,300                                            | Käsbach                                 | Käsbach                                 |
| Bahnhof | 9,915                                            | Entringen                               | Entringen                               |
| Bahnübergang | 11,200                                           | K 6916                                  | K 6916                                  |
| ehemaliger Haltepunkt / Haltestelle | 11,400                                           | Breitenholz (seit 1966 aufgelassen)     | Breitenholz (seit 1966 aufgelassen)     |
| Strecke mit Straßenbrücke | 12,200                                           | Hardtwaldbrücke (abgerissen)            | Hardtwaldbrücke (abgerissen)            |
| Überleitstelle / Spurwechsel | 12,867                                           | Hardtwald (Üst)                         | Hardtwald (Üst)                         |
| Bahnhof | 14,523                                           | Altingen (Württ)                        | Altingen (Württ)                        |
| Bahnübergang | 14,800                                           | K 6917                                  | K 6917                                  |
| Strecke mit Straßenbrücke | 15,800                                           | A 81                                    | A 81                                    |
| Strecke mit Straßenbrücke | 16,300                                           | K 1036                                  | K 1036                                  |
| Abzweig geradeaus und ehemals von rechts | 16,900                                           | ehem. Anschlussgleis Rigips             | ehem. Anschlussgleis Rigips             |
| Haltepunkt / Haltestelle | 17,268                                           | Gültstein                               | Gültstein                               |
| Bahnübergang | 17,500                                           | K 1039                                  | K 1039                                  |
| Brücke | 18,000                                           |                                         |                                         |
| Brücke | 18,800                                           |                                         |                                         |
| Haltepunkt / Haltestelle | 19,040                                           | Herrenberg Zwerchweg (Bedarfshalt)      | Herrenberg Zwerchweg (Bedarfshalt)      |
| Brücke | 19,300                                           | L 1184                                  | L 1184                                  |
| Strecke mit Straßenbrücke | 19,700                                           | Zufahrt Gartenanlage Ammermühle         | Zufahrt Gartenanlage Ammermühle         |
| Brücke über Wasserlauf | 20,100                                           | Aischbach                               | Aischbach                               |
| Brücke | 20,400                                           |                                         |                                         |
| Abzweig geradeaus und von links |                                                  | von Horb                                | von Horb                                |
| Bahnhof | 21,258                                           | Herrenberg                              | Herrenberg                              |
| Strecke |                                                  | nach Stuttgart                          | nach Stuttgart                          |
| |                                                  |                                         |                                         |
| Quellen: |                                                  |                                         |                                         |

Die Ammertalbahn ist eine 21,378 Kilometer lange Eisenbahnstrecke in Baden-Württemberg. Sie führt von Tübingen größtenteils durch das Tal der Ammer nach Herrenberg.
Die Königlich Württembergischen Staats-Eisenbahnen nahmen die Strecke 1909 und 1910 eingleisig in Betrieb. 1966 stellte die Deutsche Bundesbahn den Personenverkehr zwischen Entringen und Herrenberg ein. Der Abschnitt Gültstein–Herrenberg wurde in den 1960er und 1970er Jahren außer Betrieb genommen und abgebaut. Seit 1999 ist die Strecke in voller Länge im Schienenpersonennahverkehr reaktiviert. Von 2019 bis 2022 wurde die Strecke elektrifiziert und teilweise zweigleisig ausgebaut.
Betreiber der Infrastruktur ist der nichtbundeseigene Zweckverband ÖPNV im Ammertal (ZÖA).

## Geschichte

### Errichtung und Inbetriebnahme
Am 12. August 1909 eröffneten die Königlich Württembergischen Staats-Eisenbahnen den Streckenabschnitt Herrenberg–Pfäffingen, wodurch der Bahnhof Herrenberg zum Verzweigungsbahnhof wurde. Der Abschnitt Pfäffingen–Tübingen folgte erst am 1. Mai 1910, unter anderem weil der Bau des Schlossbergtunnels noch nicht abgeschlossen war. Man hatte außerdem dem sumpfigen Untergrund im Ammertal zu wenig Beachtung geschenkt. 13 Meter lange Eichenstämme mussten in den Boden getrieben werden, um das Gleis zu stabilisieren. Nicht zuletzt hatte sich eine Bürgerinitiative gegen das von Tübingens Oberbürgermeister Hermann Haußer befürwortete Bahnprojekt gewandt. Gelehrte und Künstler sahen ihre beliebten Spazierwege entlang von Alleen durch das Bahngleis gefährdet. Der Zwist wurde unter dem Namen „Tübinger Alleenstreit“ bekannt. Im Umfeld dieser Auseinandersetzung wurde 1909 der Schwäbische Heimatbund gegründet. Er hatte damals zum Ziel, dass die Industrialisierung nicht mehr des Alten zerstört, als wirklich notwendig. Die Brücke über den Neckar wurde von Architekt Martin Elsaesser entworfen und gebaut.

### Einstellung des Verkehrs ab 1966
Am 25. September 1966 stellte die Deutsche Bundesbahn den Personenverkehr im Abschnitt Entringen–Herrenberg ein. Der vier Kilometer lange Abschnitt Gültstein–Herrenberg wurde damals auch im Güterverkehr aufgegeben und schließlich 1973 abgebaut. Der Abschnitt Entringen–Gültstein wurde bis zum 31. Januar 1998 nur noch im Güterverkehr betrieben. Der Abschnitt wurde jedoch juristisch nie stillgelegt, das heißt, er wurde nicht entwidmet, sondern war fortan lediglich außer Betrieb. 1989 beantragte die Deutsche Bundesbahn die Stilllegung.
Ein viel beachteter Sonderzug fuhr am 11. März 1972 vom Tübinger Hauptbahnhof durch den Schlossbergtunnel bis zum Bahnhof Tübingen West. Es war der Schnellzug 2444/24415 samt Salon- und Speisewagen für Bundeskanzler Willy Brandt, der bei einer Wahlkampfveranstaltung in der Tübinger Hermann-Hepper-Halle eine Rede halten wollte.

### Reaktivierung
Die Wirtschaftlichkeit einer Reaktivierung wurde 1991 durch Gerhard Heimerl und 1993 von der Hohenzollerischen Landesbahn und dem Regionalverkehr Alb-Bodensee untersucht.
Am 26. Juli 1995 wurde der Zweckverband ÖPNV im Ammertal gegründet, an dem der Landkreis Böblingen zu 20 Prozent und der Landkreis Tübingen zu 80 Prozent beteiligt sind. Dieser erwarb die Strecke 1996 von der Deutschen Bahn zum Symbolpreis von einer D-Mark zuzüglich Mehrwertsteuer. Nach einer Ausschreibung wurde 1996 die DB ZugBus Regionalverkehr Alb-Bodensee mit dem Betrieb der Infrastruktur beauftragt.
Zwischen 1996 und 1999 wurde für rund 18 Millionen Euro die Strecke ausgebaut: Auf der dem 4 Kilometer langen Teilstück  zwischen Gültstein und Herrenberg mussten mehrere neue Brücken und die Strecke neu gebaut werden. In Herrenberg wurde der Bedarfshalt Zwerchweg zur Erschließung eines Schulzentrums eingerichtet. Über die gesamte Strecke wurde der Gleiskörper ertüchtigt, die Streckengeschwindigkeit von 60 km/h auf 100 km/h angehoben und fast alle Bahnübergänge mit Schranken oder Lichtsignalanlagen ausgerüstet. Die zweigleisigen Kreuzungsbahnhöfe Tübingen West, Pfäffingen und Entringen wurden mit Rückfallweichen ausgestattet. Der Haltepunkt Unterjesingen Sandäcker wurde zur Erschließung des gleichnamigen Wohngebiets neu eingerichtet. Zur Unterscheidung wurde der Haltepunkt Unterjesingen in Unterjesingen Mitte umbenannt. Alle Stationen wurden mit 110 Meter langen Bahnsteigen mit einer Bahnsteighöhe von 55 cm, neuen Wartehäuschen sowie Fahrkartenautomaten ausgestattet.
Die Strecke wurde für den Signalisierten Zugleitbetrieb eingerichtet, der Zugleiter befand sich im Stellwerk Tübingen. Am 31. Juli 1999 wurde die Strecke wiedereröffnet und am 1. August 1999 im Personenverkehr auf voller Länge reaktiviert. Güterverkehr findet seither nicht mehr statt.

### Fahrgastzuwachs und weiterer Ausbau
| Jahr | Fahrgäste/d |
| ---- | ----------- |
| 2000 | 05.500      |
| 2001 | 05.653      |
| 2002 | 05.706      |
| 2003 | 05.849      |
| 2004 | 06.148      |
| 2005 | 06.202      |
| 2006 | 06.486      |
| 2007 | 07.118      |
| 2008 | 07.627      |
| 2009 | 07.890      |
| 2010 | 07.819      |
| 2011 | 07.913      |
| 2012 | 07.612      |
| 2013 | 07.952      |
| 2014 | 08.222      |
| 2015 | 08.531      |
| 2016 | 08.795      |
| 2017 | 08.785      |
| 2018 | 08.723      |
| 2019 | 08.588      |
| 2020 | 03.978      |
| 2021 | 04.900      |
| 2022 | 07.729      |
| 2023 | 06.834      |
| 2024 | 10.324      |

Vor der Reaktivierung wurde im gesamten öffentlichen Nahverkehr inklusive Bussen mit 11.000 Fahrgästen pro Tag gerechnet. Die Anzahl der durchschnittlich pro Tag beförderten Personen auf der Bahnstrecke stieg von 5.150 Ende 1999 bis 2009 von Jahr zu Jahr stetig um insgesamt 53 % auf 7.890 und weiter um 9 % auf 8.588 im Jahr 2019. Im Jahr 2020 waren die Fahrgastzahlen mit 3.978 – größtenteils aufgrund der COVID-19-Pandemie – im Vergleich zum Vorjahr um 54 % niedriger. Im Jahr 2024 waren es 10.324 Fahrgäste pro Tag.
Aufgrund des Fahrgastzuwachses wurde 2015 die Strecke auf Zugmeldebetrieb, mit einem elektronischen Stellwerk Regional (ESTW-R) der Firma Stadler Signalling (ehemals BBR Verkehrstechnik), umgestellt. Dazu wurden die Rückfallweichen in elektrisch fernbediente Weichen umgebaut, wodurch die Züge mit einer höheren Geschwindigkeit in die Bahnhöfe einfahren können. Die Bahnhöfe wurden mit Ks-Signalen ausgerüstet. Für das Schulzentrum in Entringen wurde eine Unterführung und ein weiterer Außenbahnsteig gebaut, um ab 2018 den Schülerverkehr besser bewältigen zu können.
Im Bahnhof Pfäffingen wurde 2021 eine Batteriezug-Schnellladestation zu Erprobungszwecken aufgebaut und zwischen dem 11. und 14. Oktober 2021 getestet. Am 12. Oktober 2021 wurde erstmals ein batterieelektrischer Triebzug geladen.

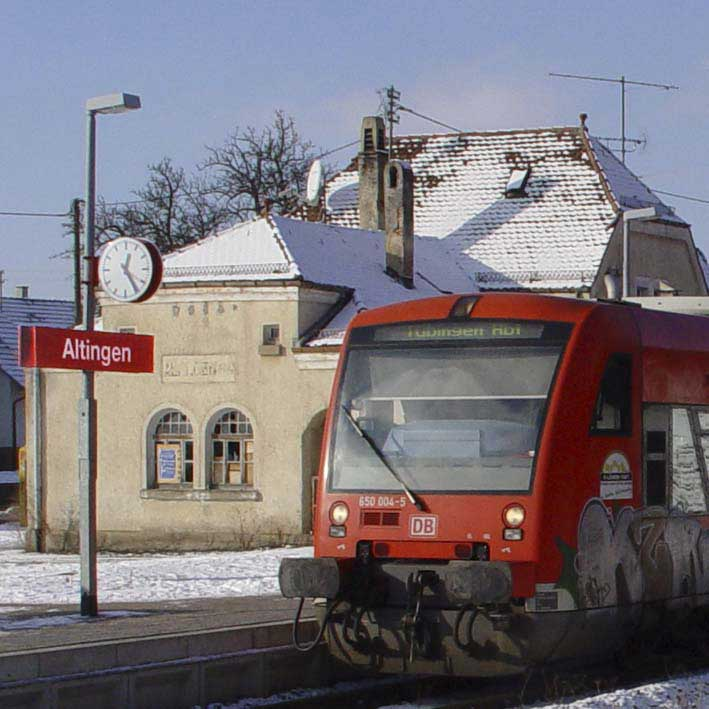
Bahnhof Altingen
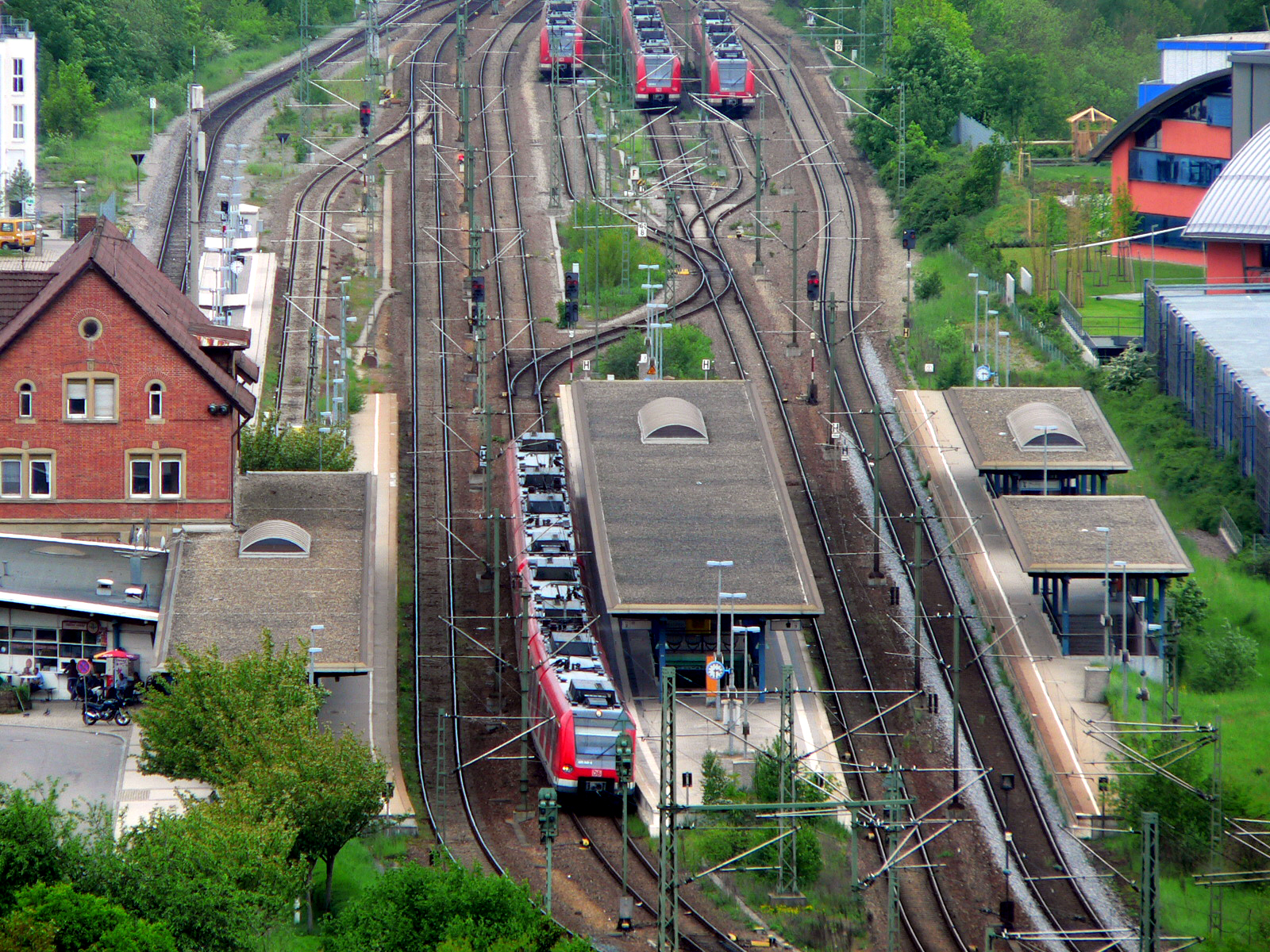
Bahnhof Herrenberg: Das Stumpfgleis der Ammertalbahn links teilweise durch das Empfangsgebäude verdeckt
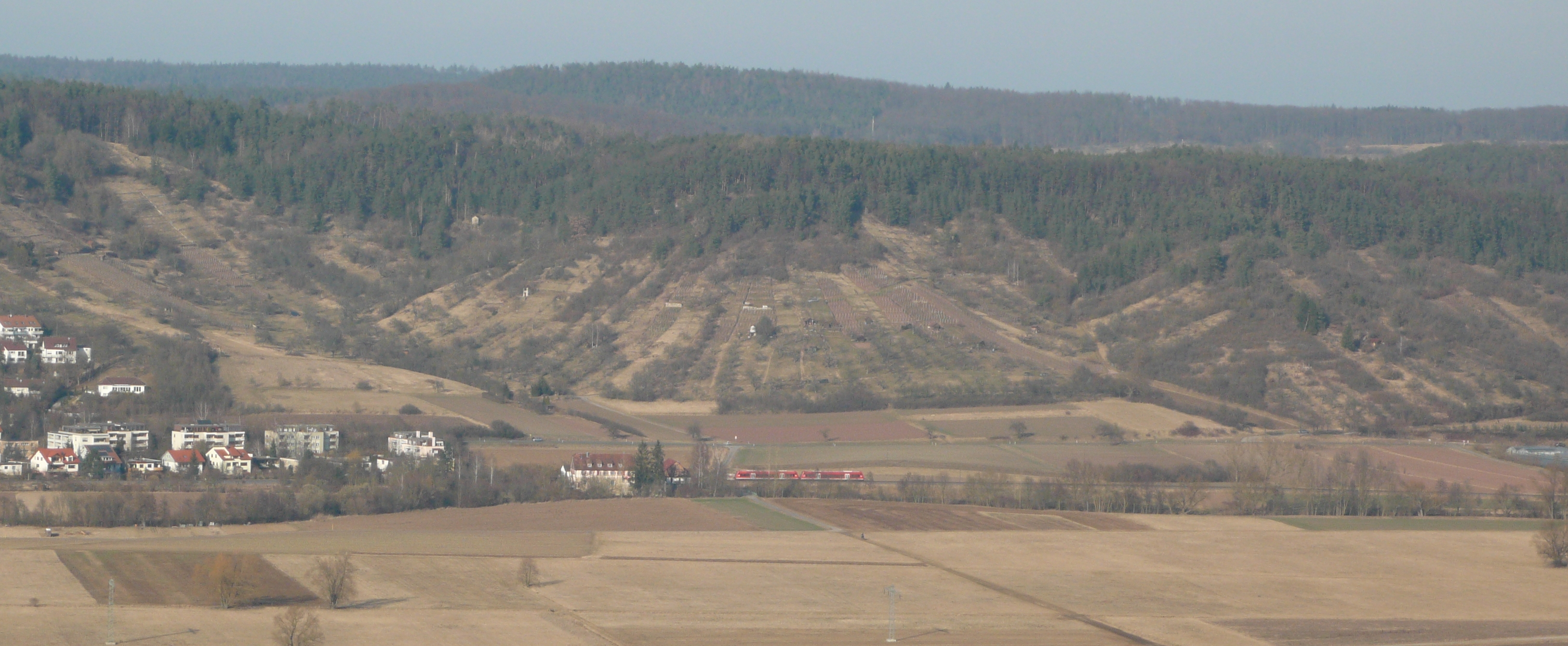
Bei Unterjesingen
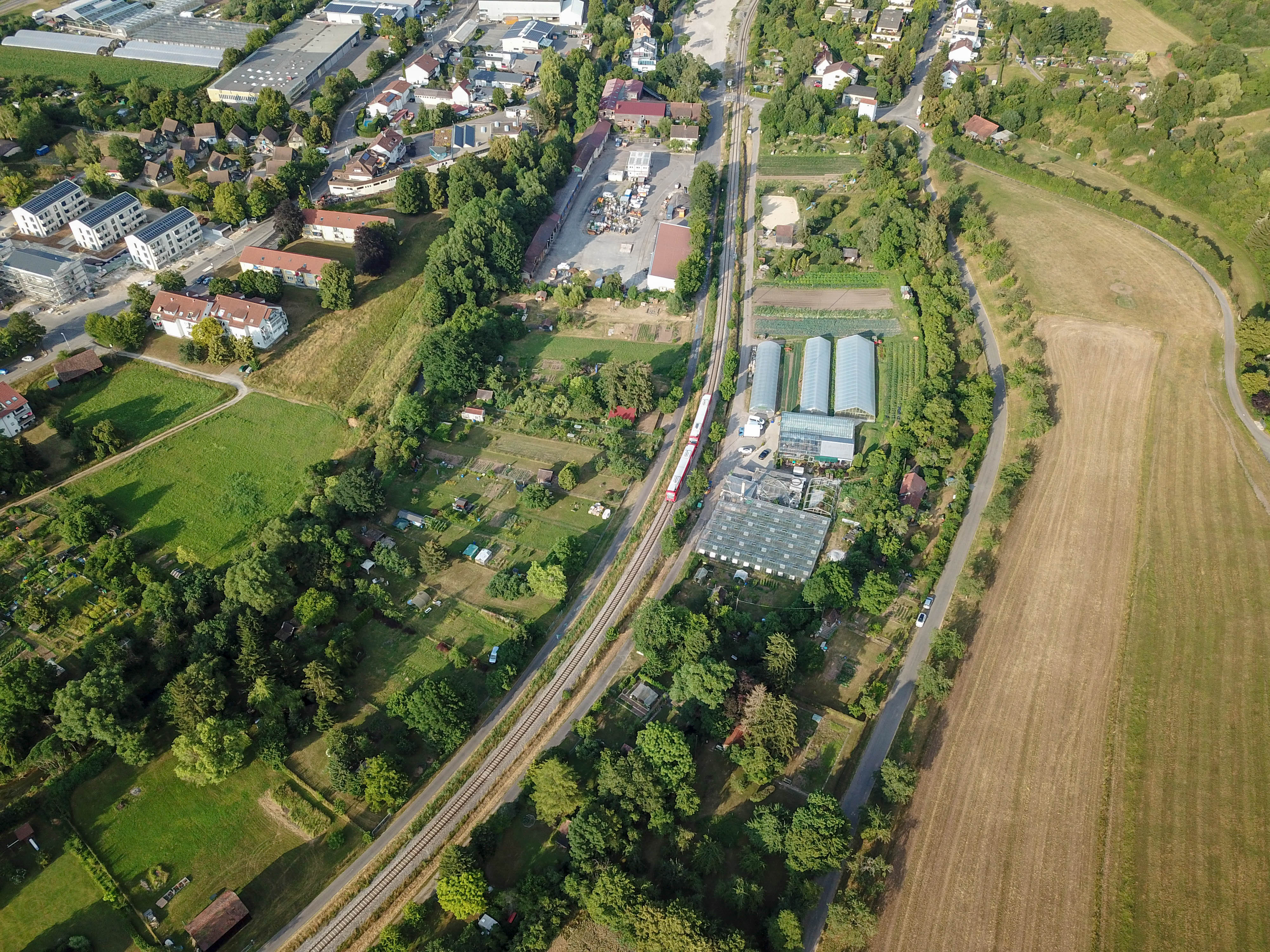
Westrand von Tübingen, Schwärzlocher Täle
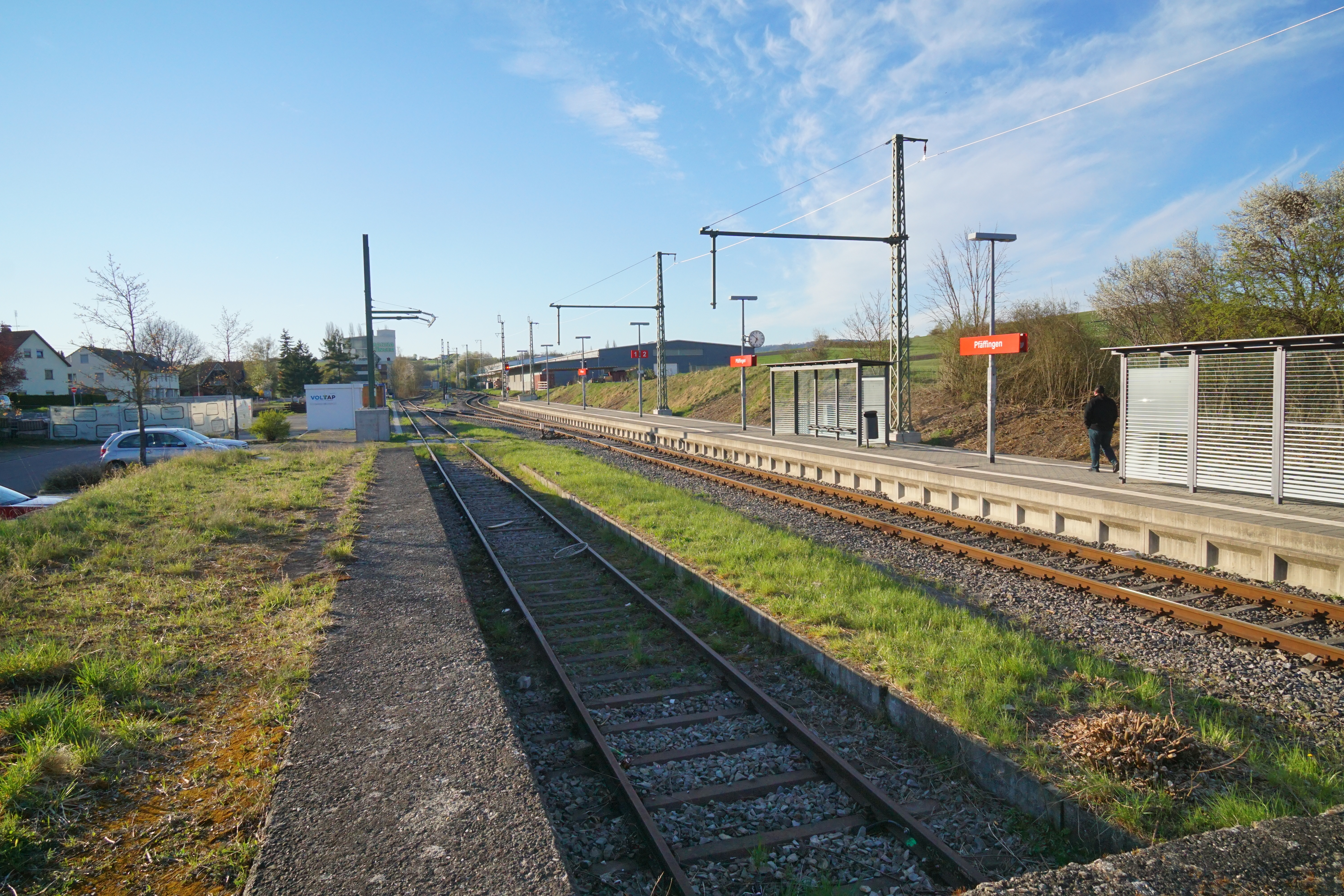
Bahnhof Pfäffingen, links Ladestation am Gleis zur Laderampe

### Zweigleisiger Ausbau und Elektrifizierung

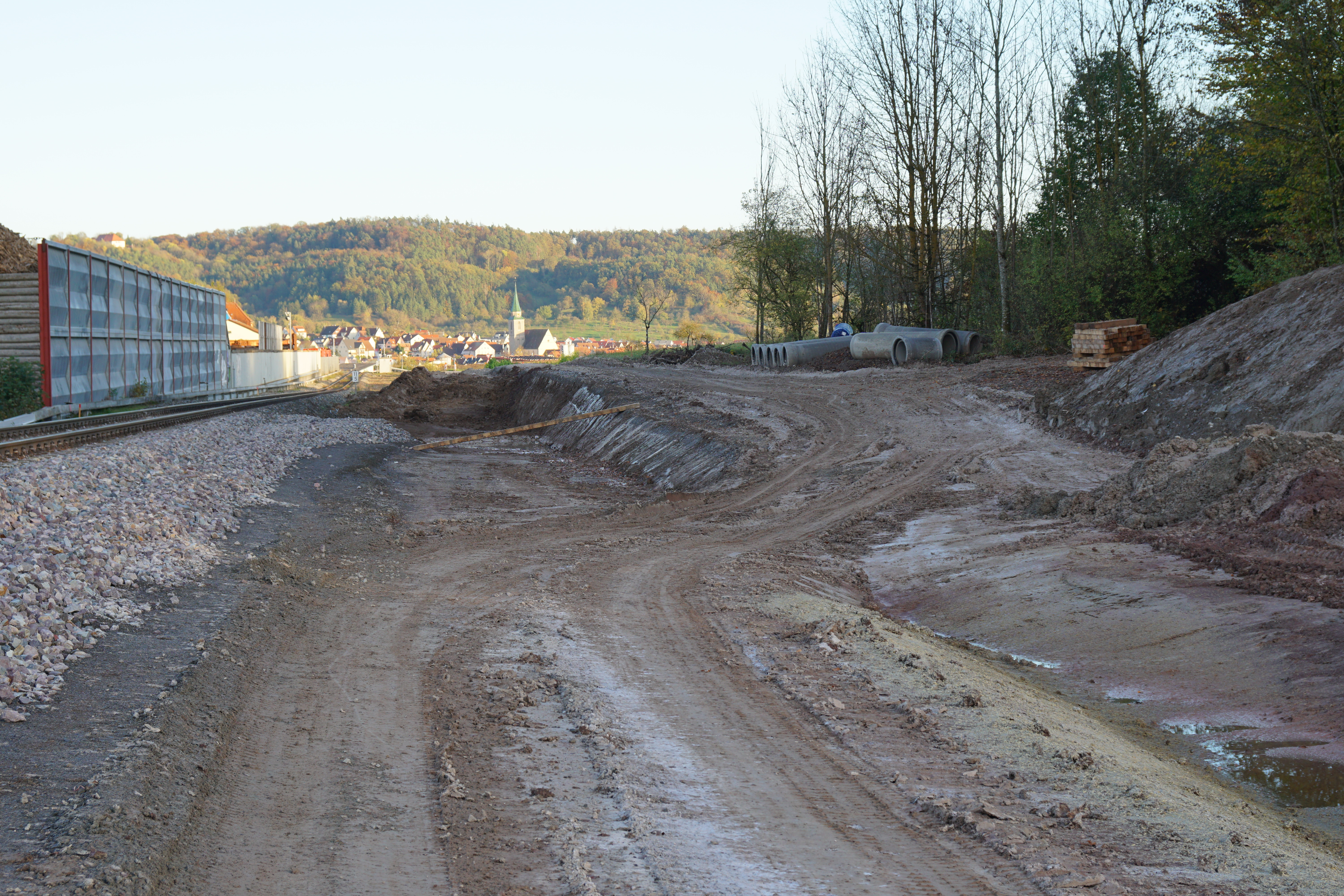
Ende Oktober 2019: Bauarbeiten für das zweite Gleis beim Bahnhof Breitenholz

Die Ammertalbahn spielt eine wichtige Rolle in der geplanten Regional-Stadtbahn Neckar-Alb nach dem Karlsruher Modell. Die Umsetzung erfolgt in mehreren Abschnitten, wobei der teilweise zweigleisige Ausbau und die Elektrifizierung der Strecke einer der ersten Schritte war.
Im März 2016 begann das Planfeststellungsverfahren für die Elektrifizierung der Strecke mit zwei Ausbauabschnitten und am 16. Mai 2017 wurde der Planfeststellungsbeschluss erlassen. In Unterjesingen erfolgte ein zweigleisiger Ausbau südlich der bestehenden Strecke. Dieser 1,4 Kilometer lange Ausbauabschnitt beginnt hinter den Ammerbrücken und endet kurz vor dem Haltepunkt Unterjesingen Mitte. Am Haltepunkt Unterjesingen Sandäcker wurde am neuen Gleis ein zweiter, 110 Meter langer Außenbahnsteig gebaut. Sandäcker wurde außerdem ein weiterer Kreuzungsbahnhof. In Entringen wurde ein zweiter Außenbahnsteig gebaut, weiter nördlich als der frühere Hausbahnsteig am Bahnhofsgebäude, dafür wurde der Mittelbahnsteig abgebaut. Somit führt der Zugang zum Bahnsteig nicht mehr über die Schienen, sondern durch die Unterführung.
Ein weiterer zweigleisiger Ausbau erfolgte über 2,6 Kilometer zwischen dem westlichen Bahnsteigende in Entringen bis nach dem Bahnübergang Hardtwald, das zweite Gleis ist ebenfalls auf der Südseite der bestehenden Strecke angeordnet. Die Hardtwaldbrücke war nicht mehr an das öffentliche Straßennetz angebunden und wurde ersatzlos abgerissen. An verschiedenen Stellen wurden in bebauten Bereichen der Schallschutz verbessert.

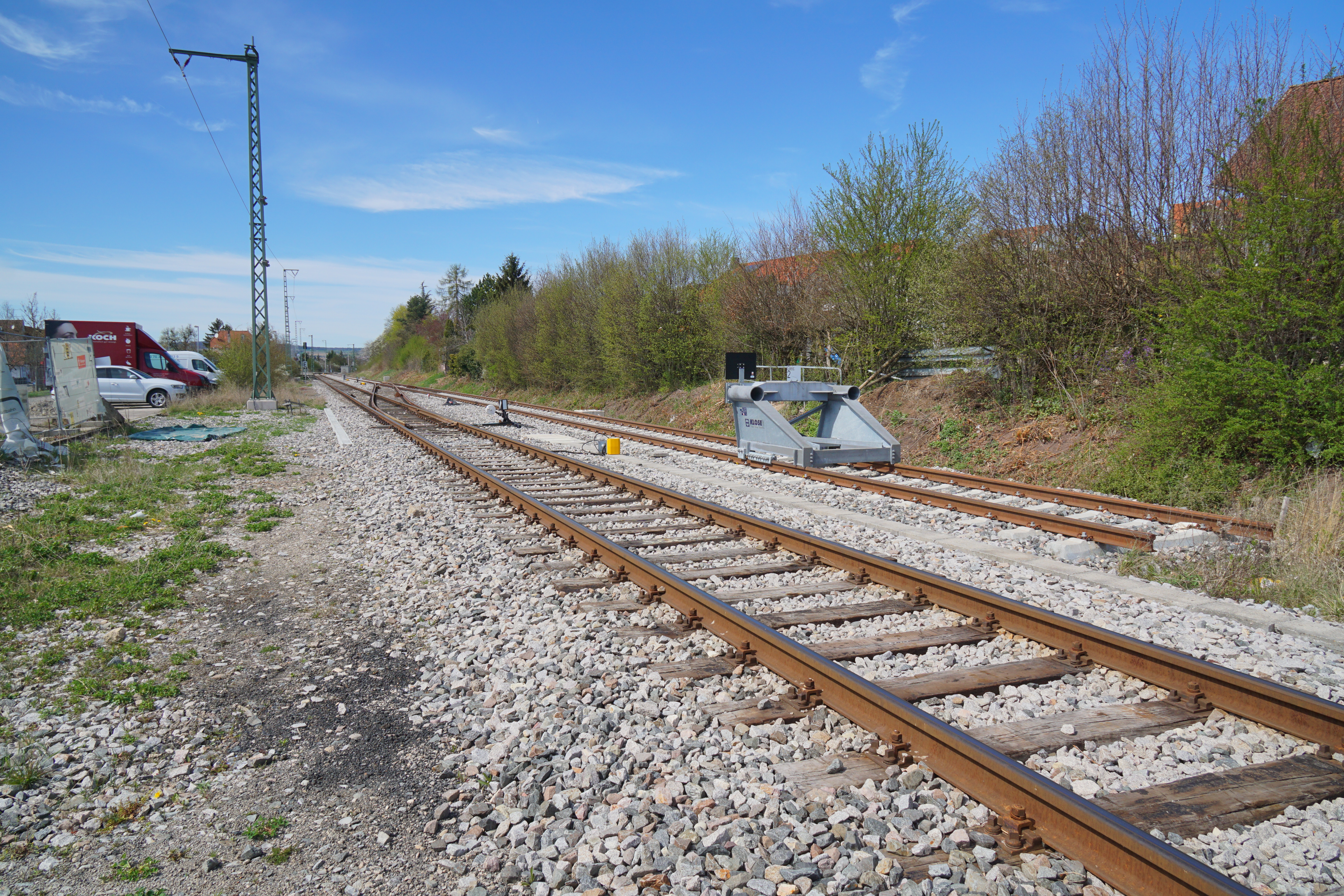
Das Ausweichgleis mit Stumpfgleis in Altingen

Die geschätzten Kosten für den zweigleisigen Ausbau der beiden Teilabschnitte (insgesamt 4 km), die Elektrifizierung der gesamten Strecke (einschließlich des Schlossbergtunnels) sowie einen neuen Mittelbahnsteig in Unterjesingen-Sandäcker belaufen sich nach Angaben von 2012 (zum Preisstand von 2006) auf 27,8 Millionen Euro. Später entschied man sich in Sandäcker für einen Außenbahnsteig statt einem Mittelbahnsteig. Im Bereich des Hardtwalds machte der sumpfige Untergrund Probleme, sodass auch das bestehende Gleis neu gegründet werden musste. Für die Bauarbeiten wurde in Altingen temporär zusätzlich der Wiederaufbau des ehemaligen Gleises 3 als Baugleis notwendig. Dieses soll als Ausweichgleis ohne Bahnsteig dauerhaft bestehen bleiben und der Haltepunkt damit wieder zum Bahnhof werden.
Aufgrund von Verzögerungen bei der Lieferung einzelner Teile des Elektronischen Stellwerks verzögerte sich die Fertigstellung des Abschnitts zwischen Entringen und Herrenberg vom 12. September bis zum Fahrplanwechsel am 10. Dezember 2022. Alle Baumaßnahmen im Rahmen von Modul 1 der Regional-Stadtbahn sind somit umgesetzt.

### Ausblick
Ein im März 2023 durch das Land Baden-Württemberg vorgelegtes Konzept zur Entwicklung des Eisenbahnknotens Stuttgart bis 2040 sieht vor, Züge der Ammertalbahn über die Panoramabahn bis nach Marbach zu führen.

## Fahrzeugeinsatz und Verkehr
Bevor die Stadt Stuttgart ein Kanalisationssystem erhielt, wurden die Fäkalien mittels Kesselwagen nach Pfäffingen transportiert, um sie dort an die Bauern entlang der Strecke als Dünger zu verteilen. Der Ertrag wurde nach Stuttgart transportiert. Bis in die 1970er Jahre verkehrten dampfbetriebene Zuckerrübenzüge zur Erntezeit, dafür wurde in Gültstein eine Laderampe benutzt.

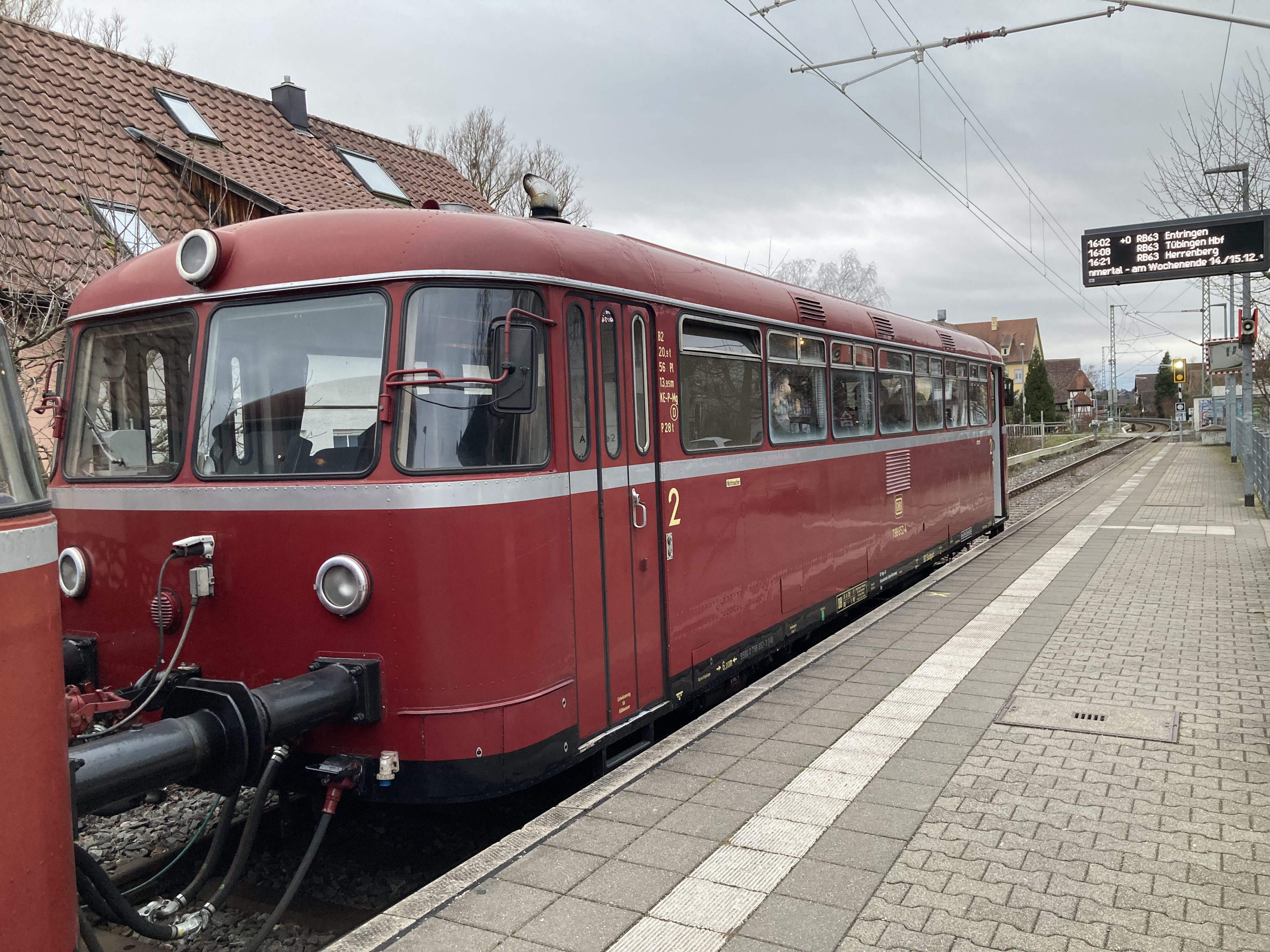
Historischer Schienenbus am Haltepunkt Unterjesingen Mitte im Dezember 2024

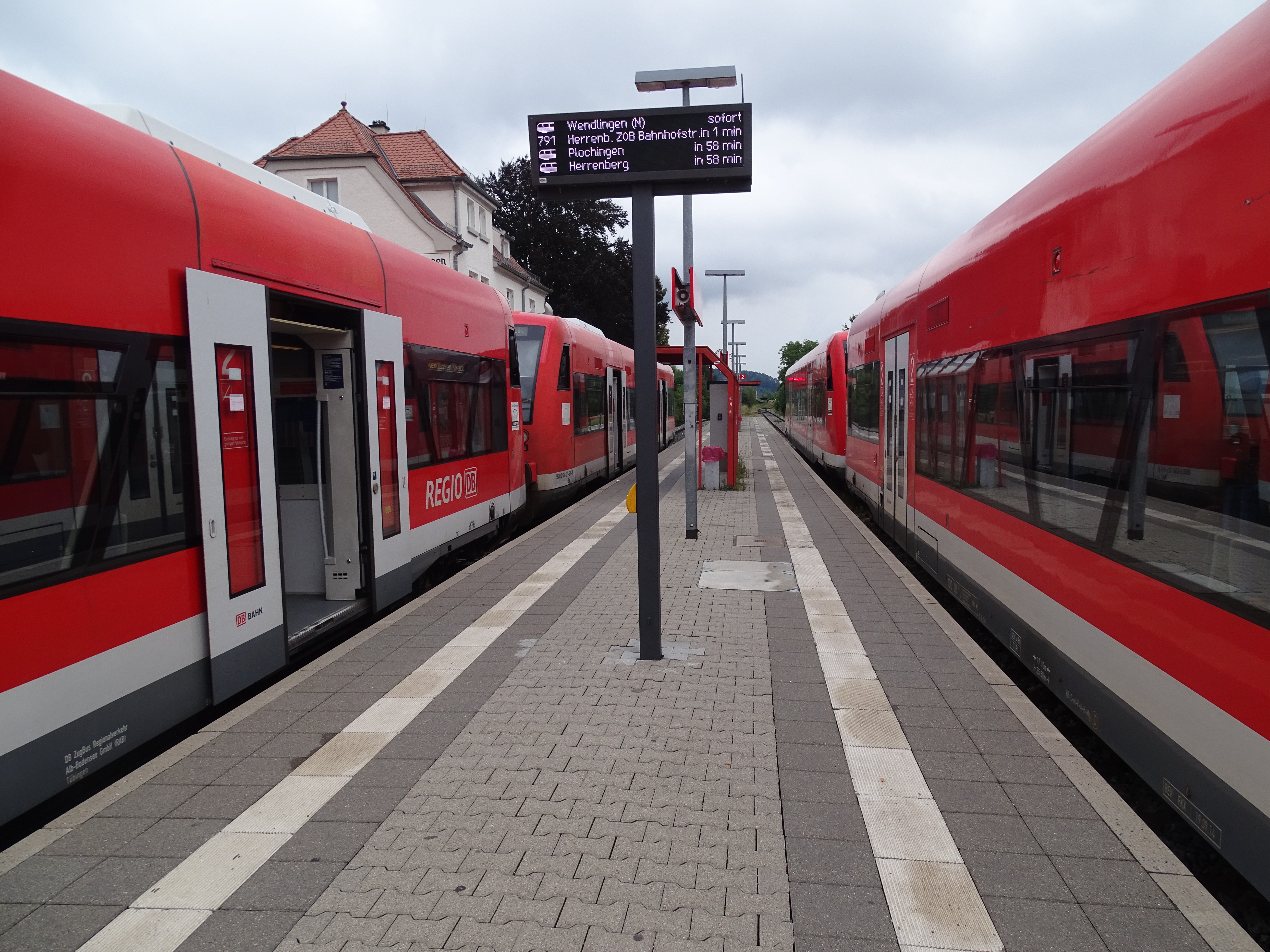
Systemkreuzungsbahnhof Entringen. Ein verspäteter Zug aus der Gegenrichtung musste bis zum zweigleisigen Ausbau hier abgewartet werden.

Von 1954 bis zum 21. Mai 1999 waren auf der Ammertalbahn Uerdinger Schienenbusse der Baureihen 796 beziehungsweise 996 im Einsatz.
Nach einer 1996 gewonnenen Ausschreibung fuhren ab dem 1. August 1999 Regio-Shuttles der Baureihen 650.0, 650.1 und 650.3 der DB ZugBus Regionalverkehr Alb-Bodensee mit einer Fahrzeit von 24 Minuten. Grundtakt von Montag bis Freitag war der Halbstundentakt und am Wochenende der Stundentakt (mit Verdichtung am Samstag von 8:00 bis 18:00 Uhr auf einen Halbstundentakt). Der Bahnhof Entringen ist Systemkreuzungsbahnhof. An Schultagen wurde dieses Angebot durch sechs zusätzliche Züge je Richtung zwischen Entringen und Tübingen verstärkt. Einzelne Fahrten wurden an Schultagen durch die Hohenzollerische Landesbahn als Subunternehmer durchgeführt.
Zum Fahrplanwechsel im Dezember 2022 wurde der elektrische Betrieb im 30-Minuten-Takt von Herrenberg über Tübingen nach Bad Urach aufgenommen. Montags bis freitags während der Hauptverkehrszeiten verkehren die Züge zwischen Tübingen und Entringen im 15-Minuten-Takt. Die Ausschreibung dieser Leistungen durch das Land Baden-Württemberg erfolgte 2019. Den Zuschlag für diese Leistungen erhielt im Januar 2022 DB Regio. Der Verkehrsvertrag soll bis maximal Dezember 2035 laufen und kann ab Dezember 2030 gekündigt werden. Im Dezember 2022 wurden die dieselbetriebenen Regio-Shuttles durch elektrische Alstom Coradia Continental ersetzt, die bis Dezember 2022 im E-Netz Augsburg im Einsatz waren. Diese wurden im Laufe des Jahres 2023 modernisiert, mit WLAN und Haltewunschtasten ausgestattet und im bwegt-Design neu lackiert.
Seit dem Fahrplanwechsel im Dezember 2024 fahren die Züge der Linie RB 63 nur noch von Herrenberg bis Tübingen und nicht mehr durchgehend bis Reutlingen oder Bad Urach. Mit dieser Maßnahme konnte der Betrieb auf der Ammertalbahn stabiler gehalten werden.
Im Bahnhof Herrenberg fahren die Züge ausschließlich vom Gleis 102 ab, in Tübingen meist von Gleis 13. Seit Dezember 2019 wird die auf der Ammertalbahn verkehrende Linie als RB 63 bezeichnet. Zuvor bezeichnete der Verkehrs- und Tarifverbund Stuttgart (VVS) sie als Linie R 73, wobei dessen Tarif nur zwischen Gültstein und Herrenberg gilt. Die restliche Strecke ist hingegen seit 2001 in den Verkehrsverbund Neckar-Alb-Donau (naldo) integriert.